# Павле Юрішич-Штурм
Па́вле Ю́рішич-Шту́рм (сербохорв. Павле Јуришић Штурм, Pavle Jurišić „Šturm“, нім. Paulus Sturm; нар. 8 серпня 1848 — пом. 14 січня 1922) сербський військовий діяч, генерал (1912).

## Біографія
Народився у Гьорліці (Пруська Сілезія), у лужицькій родині. Здобув військову освіту у воєнній академії у Бреслау, служив у німецькій армії.
У 1876 році вступив на службу до сербської армії, взяв участь у війні проти Туреччини.
У російсько-турецькій війні та сербсько-болгарській війні командував полком.
У 1906 році отримав посаду комісара на кордоні з Туреччиною. У Балканських війнах генерал Юрішич-Штурм командував піхотними дивізіями.
На початку Першої світової війни призначений командувачем 3-ї армії. У серпні 1914 року його армія брала участь у боях під Шабацем, наприкінці 1914 року також брав участь у сербському контрнаступі. У 1915 році разом з армією відступав до Албанії, з якої був евакуйований на Корфу. З 1916 по 1917 роки був членом сербської військової місії у Росії.
З 1921 року у відставці.